# Syngamia pepitalis
Syngamia pepitalis là một loài bướm đêm trong họ Crambidae.